# 명정전
창경궁 명정전(昌慶宮 明政殿)은 조선 중기에 세워진 창경궁의 정전(正殿)이다. 돌로 된 월대 위에 목조건물로 세워졌으며, 정면 5칸, 측면 3칸, 단층 다포계 팔작지붕이다. 1985년 1월 8일 대한민국의 국보 제226호로 지정되었다. 

## 역사
창경궁 터는 원래 수강궁(壽康宮)이 있었던 곳으로, 수강궁은 1418년 세종이 즉위하면서 상왕인 태종을 모시기 위해 지었다. 이 때 명정전의 이름은 의정부 좌찬성이던 서거정이 지었으며, 상량문은 우부승지이던 김종직이 지었다. 세종 이후 창경궁의 존재는 미미하였으나 성종 때에 이르러 대왕대비와 대비를 모시기 위해 수강궁 터에다 창경궁을 창건하면서 정식 궁궐로서의 기틀을 잡았다. 임진왜란 이후에 불타버린 정궁(경복궁)의 근정전과 창덕궁 인정전 대신 법전으로 사용되었다.
명정전은 조선 제9대 성종 15년(1484년)에 창건되었으며, 임진왜란 때 불에 탄 것을 광해군 8년(1616년)에 재건하였다. 조선시대 궁궐의 정전은 모두 남향을 하였는데, 이 정전만은 풍수지리적인 이유로 지세에 따라 동향을 하고 있다. 《궁궐지》에 의하면, 정면인 동쪽으로는 현존하는 명정문을 위시하여, 지금은 없어진 광정문(光政門)과 광범문(光範門)이 각각 오른쪽인 남쪽과 왼쪽인 북쪽에 있었다. 이후 영조 때에는 정순왕후를 계비로 맞아들이는 의식을 거행하기도 했다.
일제강점기에는 창경궁 전체가 창경원으로 개조되며 명정전의 부속 행각이 철거되었고, 마당에 벚나무를 심었다. 이후 1983년부터 창경궁을 복원할 때 명정전도 복원하여 연재에 이른다.

## 특징
현재의 명정전은 정면 5칸, 측면 3칸 규모의 다포계 단층 팔작지붕 건물이며, 구조는 바깥 옅여섯 개의 평주와 내부 앞쪽 네 개의 고주로 구성되어 있으며 뒷면에 따로 지은 툇칸이 부속되어 행각으로 연결되었다. 화강석으로 넓게 조성한 이중 월대 위에 만든 외벌대 장대석 기단 위에 건물이 들어섰다. 기단 바닥에는 전돌이 깔려있고, 좌우 끝에는 드므가 놓였다. 중앙 뒤쪽에 보좌를 설치하였다. 명정전 터는 뒤쪽이 높게 경사져 있어서, 월대는 뒤를 제외한 3면에만 경사지에 맞추어 조성되었고, 좌향도 지세의 흐름에 맞추었기 때문에 정문인 명정문의 중심과 축이 일치하지 않는다.
명정전은 지형에 맞추어 동향을 하며 정문인 명정문과 일직선 축을 형성하지 않는 점, 건물 내부 뒷부분 기둥을 모두 생략하여 보좌(寶座) 주위를 넓게 마련한 점, 건물 외부 뒤쪽에 퇴칸을 내달아 복도(複道)를 만든 점이 특징을 이룬다. 동쪽을 바라보고 있기 때문에 조선 초기에는 임금이 나라를 다스릴 때 사용하는 전각이 아닌 것으로 인식되었다.
월대
정면 상·하 월대 중앙과 월대 좌우에는 화강석의 계단이 설치되어 있다. 건물에서 앞으로 보아 월대 왼쪽으로 오르는 계단은 상·하 월대를 거치면서 오르도록 되어 있고, 오른쪽의 계단은 박석이 깔린 지면에서 바로 상월대로 오르게 되어 있다. 정면 상·하 월대 계단 중앙에는 한 쌍의 봉황을 돋을새김 했으며, 봉황을 새긴 판석 좌우 계단 수직면에만 당초문을 조각하였다. 월대에는 난간을 설치하지 않았으며, 상·하 월대 바닥에는 박석이 깔려 있다. 월대 앞 마당 중심 좌우에는 품계석이 설치되어 있다.
건물 구조
건물의 구조는 건물 외곽을 둘러싸는 16개의 평주(平柱)와 내부 전면(前面)에만 배치된 4개의 고주(高柱)로 형성되어 있다. 전면과 후면 어칸에는 꽃살 사분합문, 좌우 협칸에는 삼분합문, 툇칸에는 이분합창이 설치되어 있고, 좌·우 툇칸 이분합창의 하부는 회색벽돌로 12단 쌓아 화방벽(火防壁)으로 조성하였다. 좌우 측면 중앙칸에는 삼분합문이 설치되었고, 좌·우 툇칸 이분합창의 하단은 정면을 후면과 마찬가지로 회색벽돌로 12단 쌓았다. 분합문과 창 상부에는 모두 광창을 설치하였으며, 내부 바닥에는 전돌을 깔았고, 내부 중앙 뒤에 보좌를 설치하였다.
보좌

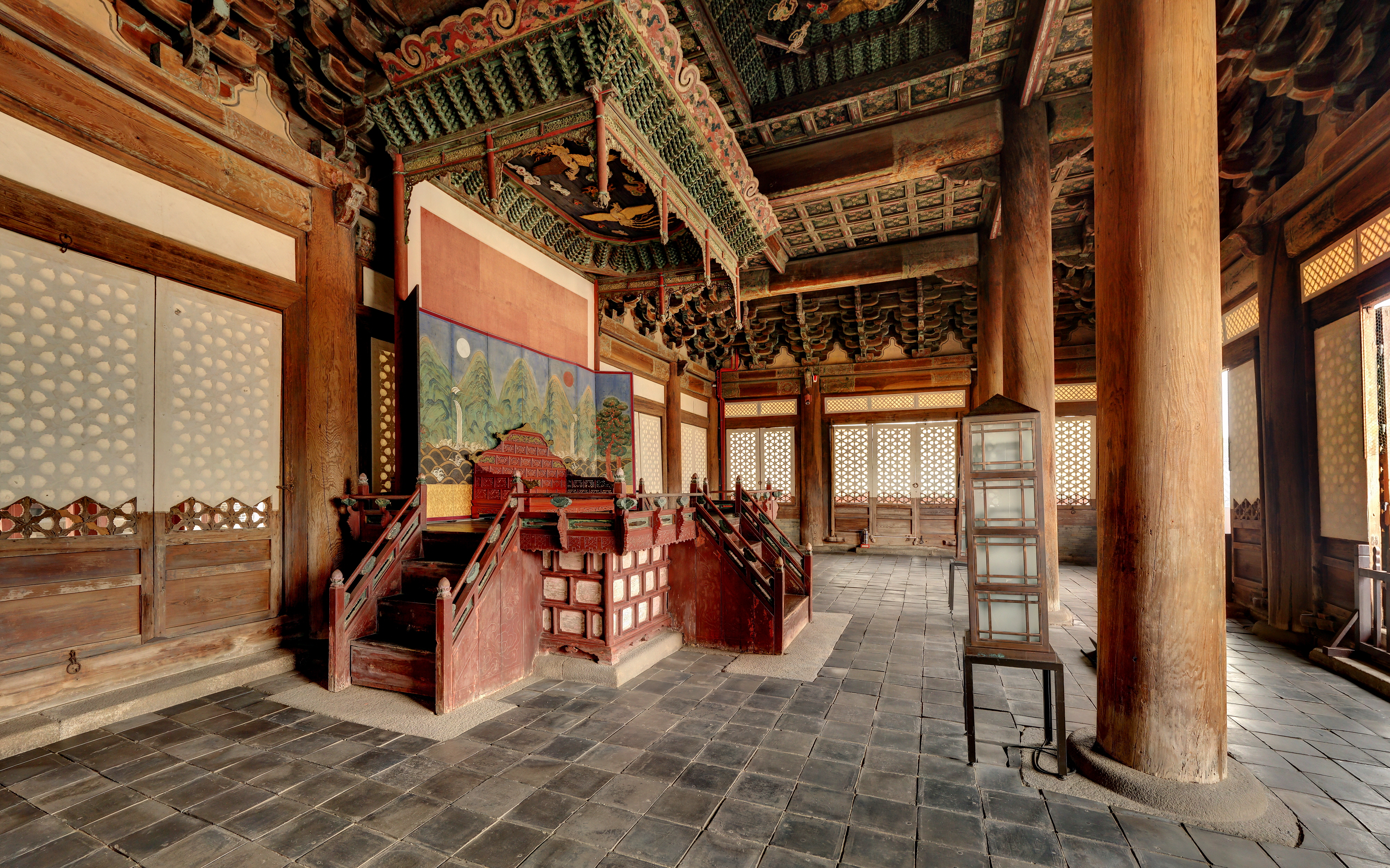
명정전 내부의 보좌. 문화재청 제공.

보좌는 사면에 나무계단을 설치하고 뒷면을 제외한 삼면 계단 둘레에는 연꽃모양으로 장식한 난간 기둥을 둘러 세운 다음, 가운데 뒤쪽에 어탑(御榻)을 놓고 그 뒤를 일월오봉병(日月五峰屛)으로 장식하였다. 보좌 위에는 화려한 짜임새의 포를 짜올려 만든 보개(寶蓋)를 얹고, 보개 한복판에 두 마리의 봉황과 구름을 새긴 나무조각을 붙여 왕의 자리임을 상징하였다.
공포
공포는 내4출목, 외3출목의 포작을 평방 위에 촘촘히 조립했다. 공포의 짜임새는 대단히 견실하고 쇠서의 곡선은 경직하며 초각 솜씨도 힘차고 긴장미가 있어 조선 초기의 수법을 발견할 수 있다. 기둥 상부인 주두 밑에는 안초공 형상의 운공이 보방향으로 결구되어 있다. 1·2·3제공 첨차 외단은 앙서형을 하였고, 4제공은 끝을 길고 뾰죽하게 자른 삼분두형을 하였는데 수서형태로 변해가는 전단계의 모습을 보인다. 첨차 1·2·3 제공의 내부는 교두형이고, 4제공은 운공으로 처리되었다.
처마
처마는 겹처마로 각 마루는 양성을 하였고, 용마루에는 취두, 내림마루 끝에는 용두, 추녀마루에는 다섯 기의 잡상을 두었다. 지붕 합각면은 풍판과 지네철로 구성된 판벽이다. 이 건물 기둥 사이의 문얼굴과 광창의 구성은 재건 당시의 것으로 경복궁 근정전이나 창덕궁 인정전 등 다른 궁전의 모범이 된다. 명정전은 궁궐의 정전이기는 하지만, 이궁(離宮)이기 때문에 경운궁 중화전, 경희궁 숭정전과 같이 단층으로 처리되었다.

## 같이 보기
- 창경궁
- 홍화문
- 근정전
- 인정전
- 숭정전
- 중화전